# 이타티 칸토랄
이타티 칸토랄(Itatí Cantoral, 1975년 5월 13일 ~ )은 멕시코의 배우, 가수, 댄서, 프로듀서이다. 텔레노벨라 《마리아 라 델 바리오》의 소라야 몬테네그로 역으로 유명하다.

## 출연 작품
- 노 만체스 프리다 2 (2019)
- 맨 온 파이어 (2004)
- 루시아, 루시아 (2003)